# Perxénate de potassium
Le perxénate de potassium est un composé chimique de formule K4XeO6. C'est le sel de potassium et d'acide perxénique H4XeO6. Il est soluble dans l'eau.